# Liste des tournées de concerts ayant généré les recettes les plus importantes
 (février 2021).
La mise en forme du texte ne suit pas les recommandations de Wikipédia : il faut le « wikifier ».
Les points d'amélioration suivants sont les cas les plus fréquents. Le détail des points à revoir est peut-être précisé sur la page de discussion.
- Les titres sont pré-formatés par le logiciel. Ils ne sont ni en capitales, ni en gras.
- Le texte ne doit pas être écrit en capitales (les noms de famille non plus), ni en gras, ni en italique, ni en « petit »…
- Le gras n'est utilisé que pour surligner le titre de l'article dans l'introduction, une seule fois.
- L'italique est rarement utilisé : mots en langue étrangère, titres d'œuvres, noms de bateaux, etc.
- Les citations ne sont pas en italique mais en corps de texte normal. Elles sont entourées par des guillemets français : « et ».
- Les listes à puces sont à éviter, des paragraphes rédigés étant largement préférés. Les tableaux sont à réserver à la présentation de données structurées (résultats, etc.).
- Les appels de note de bas de page (petits chiffres en exposant, introduits par l'outil «  Source ») sont à placer entre la fin de phrase et le point final[comme ça].
- Les liens internes (vers d'autres articles de Wikipédia) sont à choisir avec parcimonie. Créez des liens vers des articles approfondissant le sujet. Les termes génériques sans rapport avec le sujet sont à éviter, ainsi que les répétitions de liens vers un même terme.
- Les liens externes sont à placer uniquement dans une section « Liens externes », à la fin de l'article. Ces liens sont à choisir avec parcimonie suivant les règles définies. Si un lien sert de source à l'article, son insertion dans le texte est à faire par les notes de bas de page.
- La présentation des références doit suivre les conventions bibliographiques. Il est recommandé d'utiliser les modèles {{Ouvrage}}, {{Chapitre}}, {{Article}}, {{Lien web}} et/ou {{Bibliographie}}. Le mode d'édition visuel peut mettre en forme automatiquement les références.
- Insérer une infobox (cadre d'informations à droite) n'est pas obligatoire pour parachever la mise en page.

Pour une aide détaillée, merci de consulter Aide:Wikification.
Si vous pensez que ces points ont été résolus, vous pouvez retirer ce bandeau et améliorer la mise en forme d'un autre article.
 (février 2021).

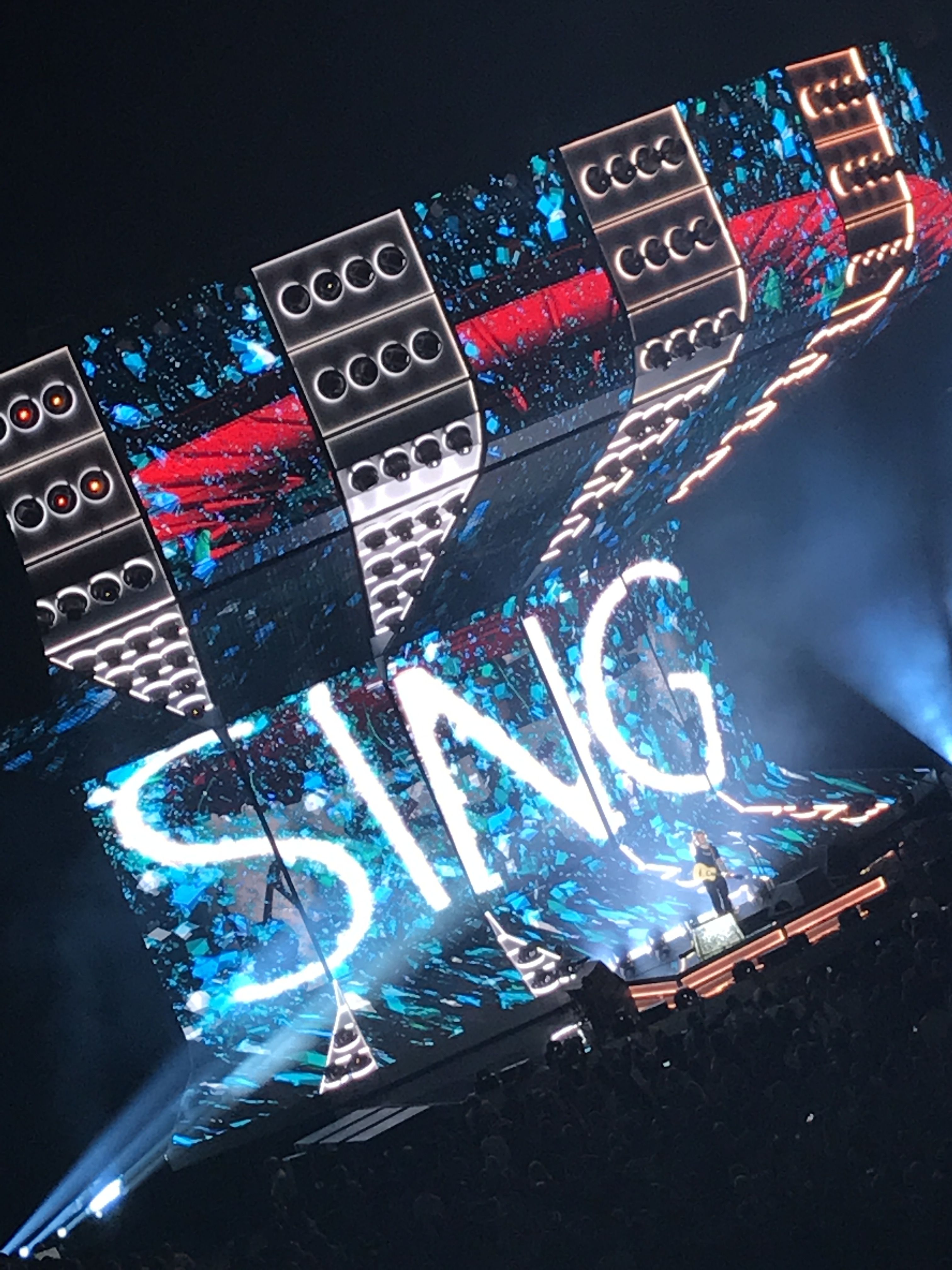
÷ Tour de Ed Sheeran est la tournée la plus lucrative de l'histoire sans tenir compte de l'inflation.

Cette liste des tournées de concerts ayant généré les recettes les plus importantes recense les tournées ayant attiré le plus de spectateurs et généré le plus de recettes. Seules sont recensées ici les tournées ayant généré plus de 100 millions de dollars (après ajustement pour tenir compte de l'inflation).
NB : En gras, les tournées qui, une fois terminées, sont devenues les plus rentables de tous les temps.

## Tournées ayant généré les plus grandes recettes

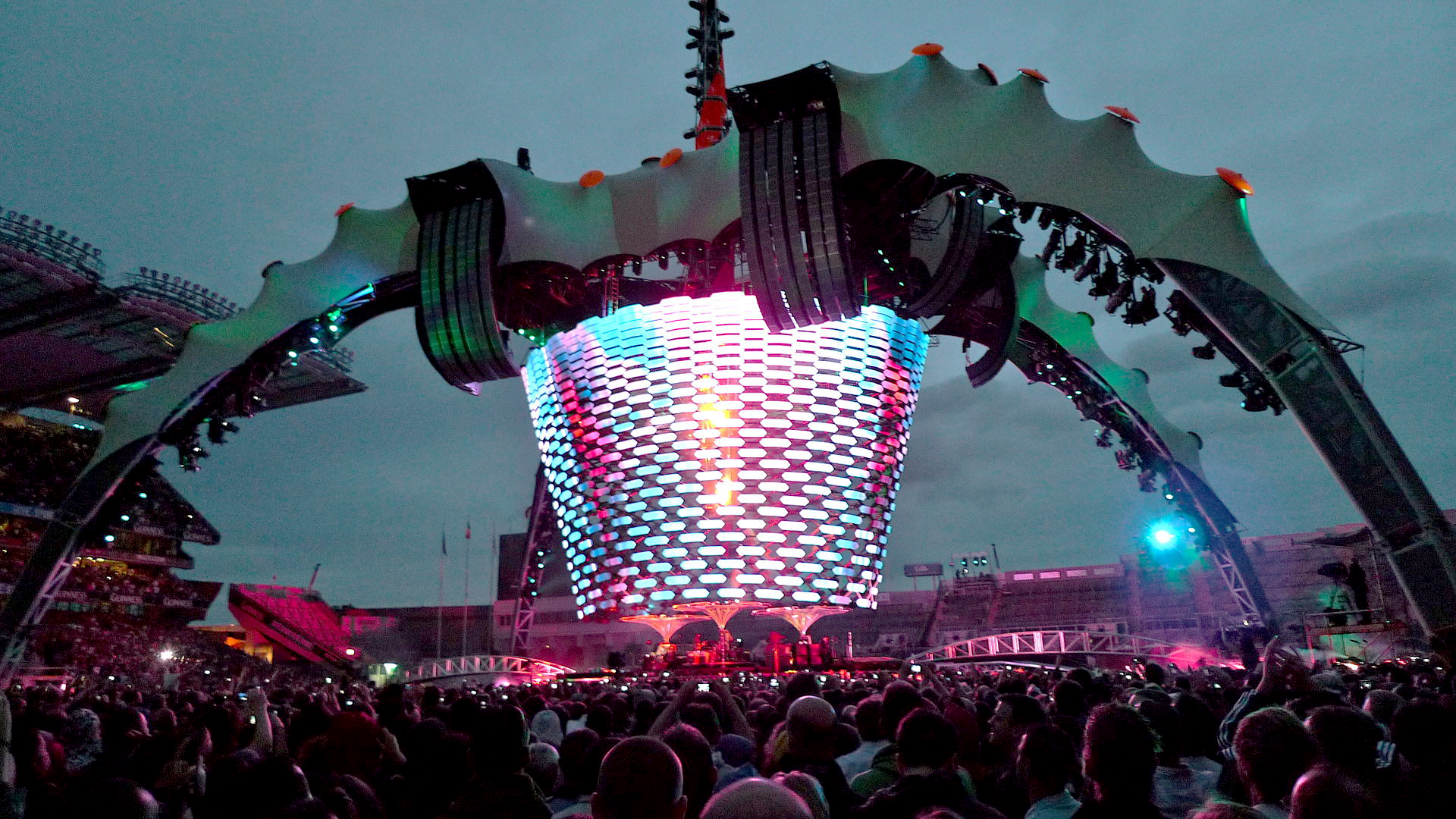
360° Tour de U2 est la tournée la plus lucrative de l'histoire une fois les recettes ajustées de l'inflation.
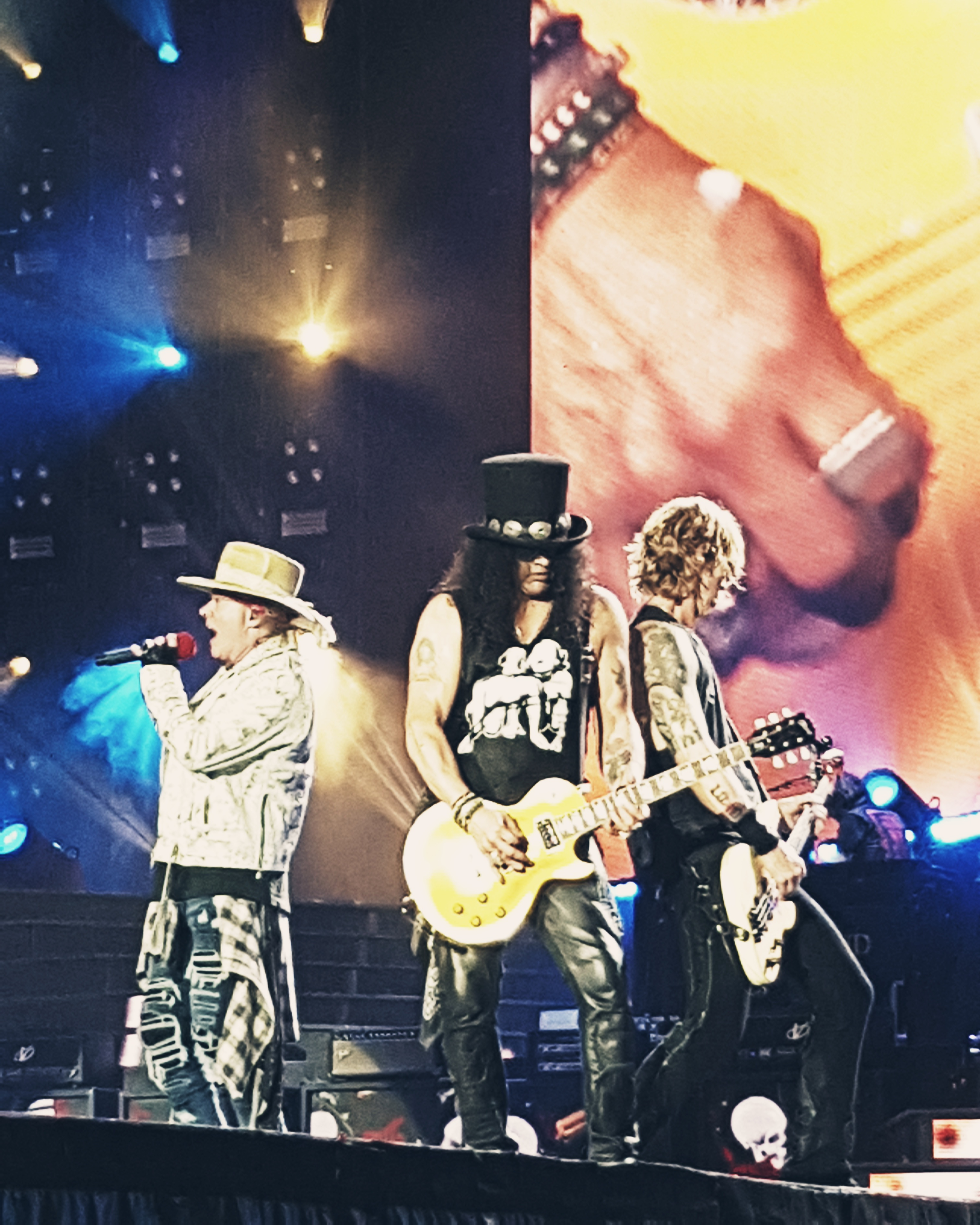
La tournée Not in This Lifetime de Guns N' Roses est troisième au classement.
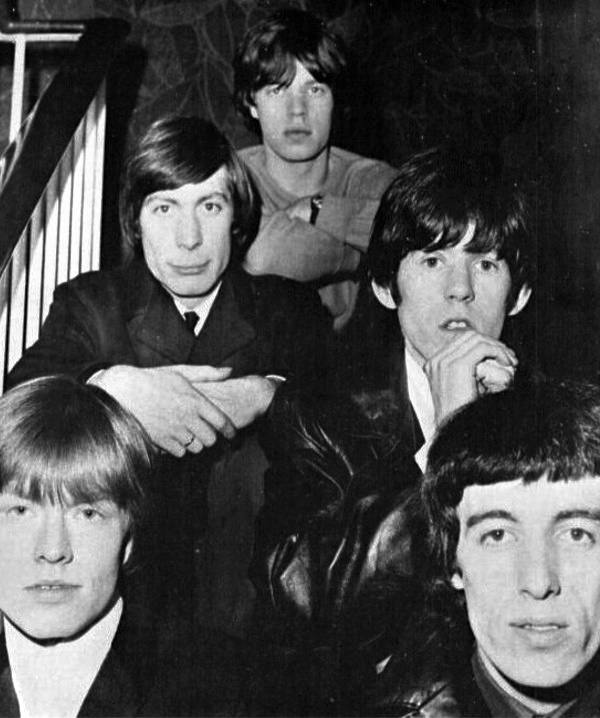
Les Rolling Stones sont quatrièmes au classement avec A Bigger Bang Tour.
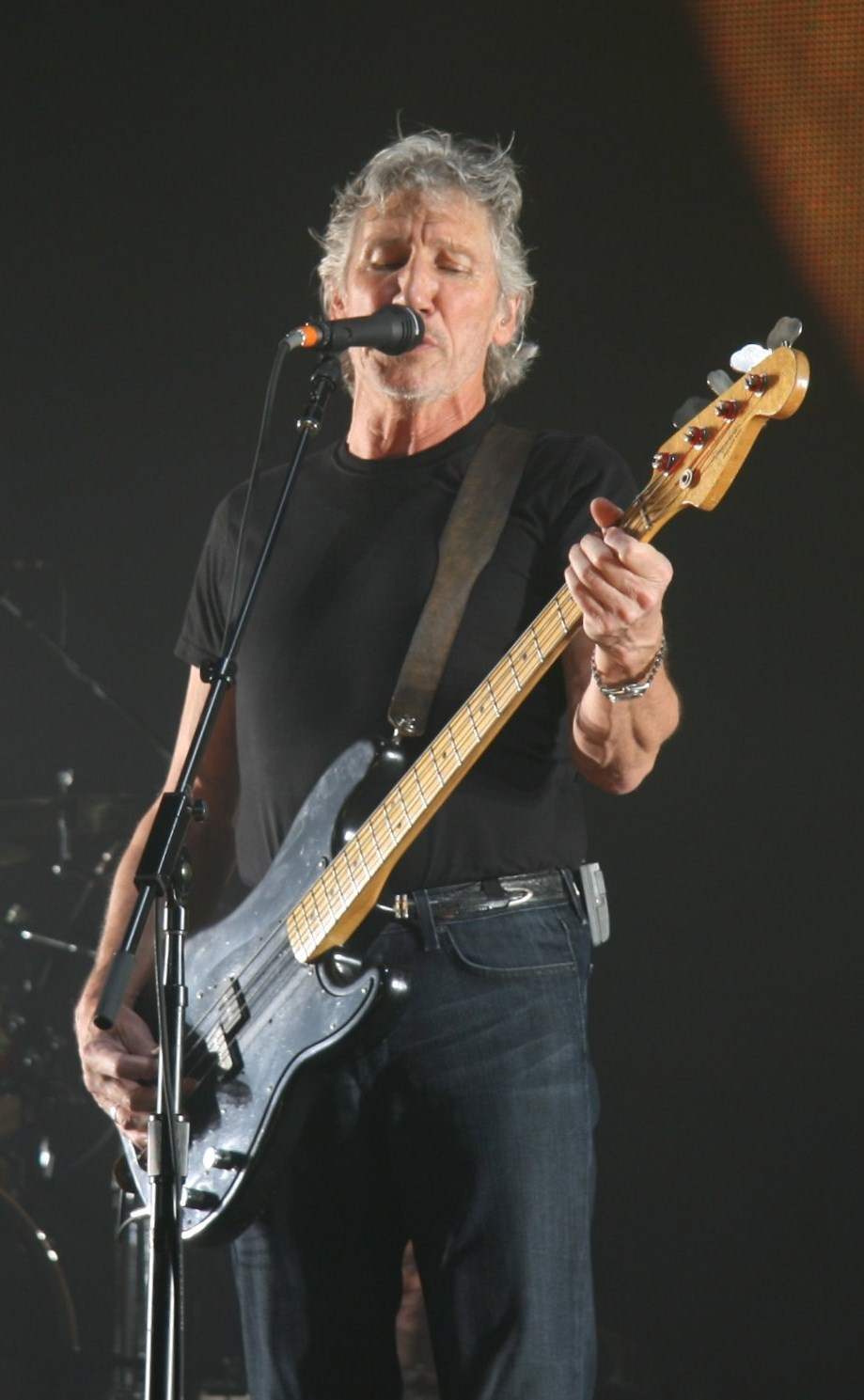
The Wall Live de Roger Waters est la deuxième tournée la plus rentable pour un artiste solo.
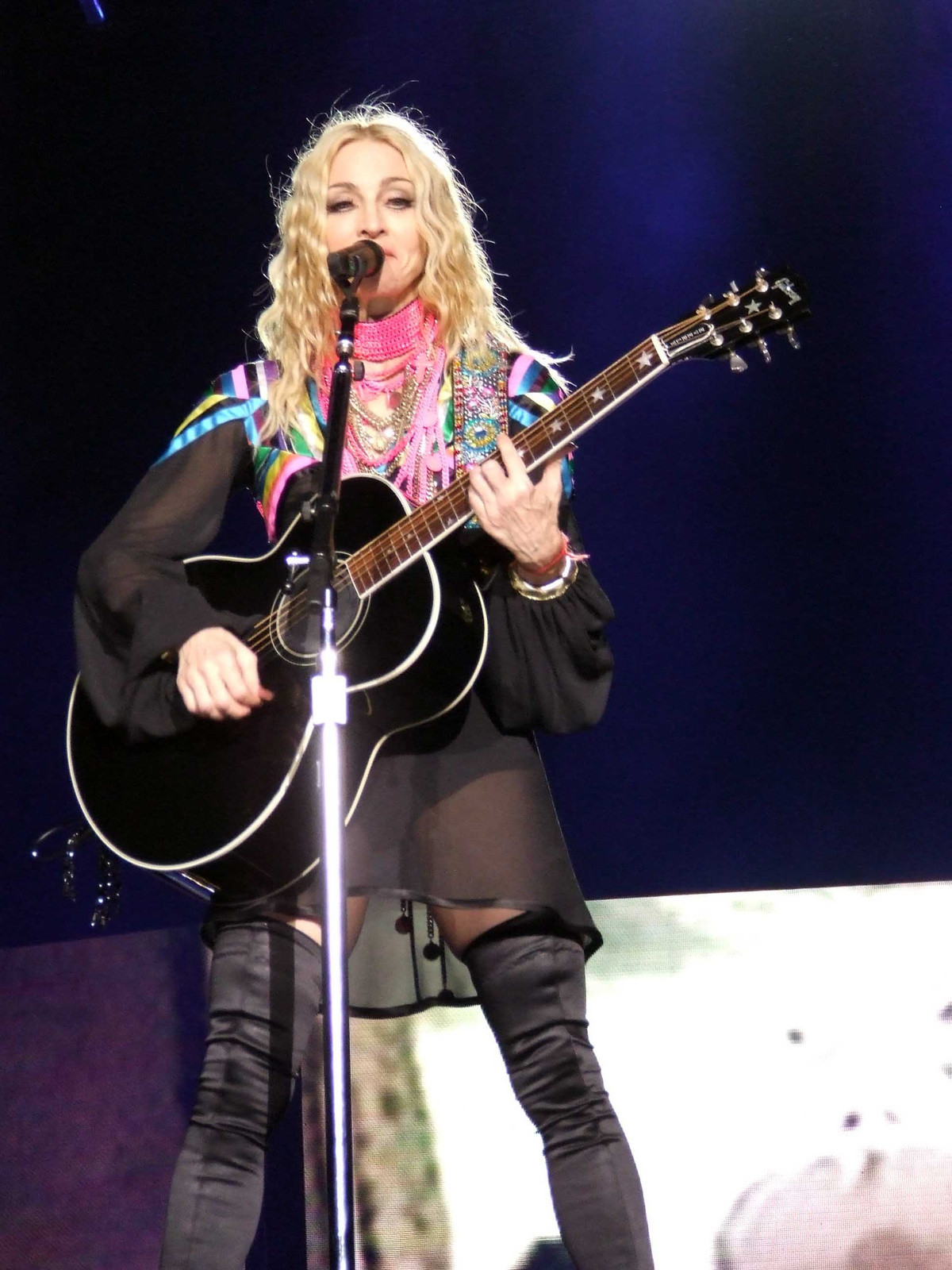
Madonna a réalisé les deux tournées les plus populaires d'une artiste féminine avec Sticky and Sweet Tour et The MDNA Tour.

| Rang | Recette (en dollars) | Recette ajustée de l'inflation (en dollars) | Artiste                          | Tournée                                          | Année      | Nombre de concerts | Nombre de spectateurs | Recette moyenne par concert (en millions de dollars) | Moyenne de spectateurs par concert | Ref.              |
| ---- | -------------------- | ------------------------------------------- | -------------------------------- | ------------------------------------------------ | ---------- | ------------------ | --------------------- | ---------------------------------------------------- | ---------------------------------- | ----------------- |
| 1    | 817 900 000          | 817 900 000                                 | Elton John                       | Farewell Yellow Brick Road                       | 2018–2023  | 278                | 5 300 000             | 2,94                                                 | 19 065                             | [ 1 ]             |
| 2    | 775 046 937          | 775 046 937                                 | Ed Sheeran                       | ÷ Tour                                           | 2017–2019  | 255                | 8 796 567             | 3,04                                                 | 34 496                             |                   |
| 3    | 736 421 584          | 836 971 454                                 | U2                               | U2 360° Tour                                     | 2009–2011  | 110                | 7 272 046             | 6,7                                                  | 66 110                             | [ 2 ]             |
| 4    | 563 300 000          | 563 300 000                                 | Guns N' Roses                    | Not in This Lifetime... Tour                     | 2016–2019  | 159                | 4 377 126             | 3,85                                                 | 35 017                             | ,                 |
| 5    | 558 255 524          | 688 344 919                                 | The Rolling Stones               | A Bigger Bang Tour                               | 2005–2007  | 144                | 4 680 000             | 3,8                                                  | 32 500                             | [ 2 ]             |
| 6    | 546 515 799          | 579 237 036                                 | The Rolling Stones               | No Filter Tour                                   | 2017–2021  | 58                 | 2 867 799             | 9,42                                                 | 49 445                             | [ 6 ]             |
| 7    | 523 033 675          | 545 542 727                                 | Coldplay                         | A Head Full of Dreams Tour                       | 2016–2017  | 114                | 5 389 586             | 4,59                                                 | 45 128                             | [ 7 ]             |
| 8    | 458 673 798          | 503 427 256                                 | Roger Waters                     | The Wall Live                                    | 2010–2013  | 219                | 4 129 863             | 2,09                                                 | 18 858                             | [ 8 ]             |
| 9    | 441 121 000          | 517 187 951                                 | AC/DC                            | Black Ice World Tour                             | 2008–2010  | 167                | 4 846 965             | 2,6                                                  | 29 023                             | ,                 |
| 10   | 433 838 725          | 459 813 710                                 | Metallica                        | WorldWired Tour                                  | 2016–2019  | 143                | 4 198 613             | 3,03                                                 | 29 361                             | [ 12 ]            |
| 11   | 411 000 000          | 519 120 987                                 | Madonna                          | Sticky and Sweet Tour                            | 2008–2009  | 85                 | 3 545 899             | 4,79                                                 | 41 716                             | [ 13 ]            |
| 12   | 401 459 291          | 401 459 291                                 | Harry Styles                     | Love on Tour                                     | 2021–2023  | 132                | 3 065 380             | 4,84                                                 | 41 716                             | [ 14 ]            |
| 13   | 397 300 000          | 421 087 323                                 | Pink                             | Beautiful Trauma World Tour                      | 2018–2019  | 156                | 3 088 647             | 2,55                                                 | 19 799                             | [ 15 ]            |
| 14   | 390 778 581          | 431 999 726                                 | U2                               | The Joshua Tree Tour 2017                        | 2017, 2019 | 66                 | 3 279 712             | 5,92                                                 | 49 693                             | ,                 |
| 15   | 389 047 636          | 522 947 326                                 | U2                               | Vertigo Tour                                     | 2005–2006  | 131                | 2 667 775             | 4                                                    | 29 020                             | [réf. nécessaire] |
| 16   | 367 700 000          | 396 035 118                                 | Bruno Mars                       | The 24K Magic World Tour                         | 2017–2018  | 204                | 3 298 583             | 1,8                                                  | 16 170                             | [ 18 ]            |
| 17   | 310 900 000          | 324 279 758                                 | Garth Brooks and Trisha Yearwood | The Garth Brooks World Tour with Trisha Yearwood | 2014–2017  | 333                | 4 743 727             | 0,96                                                 | 14 669                             | ,                 |
| 18   | 362 000 000          | 429 868 006                                 | The Police                       | The Police Reunion Tour                          | 2007–2008  | 156                | 3 300 912             | 2,3                                                  | 21 160                             | [ 21 ]            |
| 19   | 355 600 000          | 390 296 400                                 | Bruce Springsteen                | Wrecking Ball World Tour                         | 2012–2013  | 136                | 3 650 535             | 2,8                                                  | 18 744                             | ,                 |
| 20   | 345 700 000          | 33 049 973                                  | Taylor Swift                     | Reputation Stadium Tour                          | 2018       | 53                 | 2 888 892             | 6,52                                                 | 54 507                             | [ 24 ]            |

## Tournées les plus populaires par décennie

### Années 1980
| Rang | Recette en dollars | Inflation (Recette actualisée) en dollars | Artiste                                 | Tournée                          | Année(s) | Concerts | Spectateurs | Moyenne profit (millions) | Moyenne spectateurs | Ref.                                     |
| ---- | ------------------ | ----------------------------------------- | --------------------------------------- | -------------------------------- | -------- | -------- | ----------- | ------------------------- | ------------------- | ---------------------------------------- |
| 1    | 135 000 000        | 278 444 295                               | Pink Floyd                              | A Momentary Lapse of Reason Tour | 1987–90  | 199      | 4 250 000   | 0,68                      | 21 250              | ,                                        |
| 2    | 125 738 964        | 271 821 176                               | Michael Jackson                         | Bad World Tour                   | 1987–89  | 123      | 4 498 300   | 1,02                      | 36 571              | ,                                        |
| 3    | 98 000 000         | 202 129 933                               | The Rolling Stones                      | Steel Wheels Tour                | 1989–90  | 115      | 3 253 563   | 0,85                      | 28 291              | ,                                        |
| 4    | 86 000 000         | 193 537 786                               | David Bowie                             | Glass Spider Tour                | 1987     | 86       | 3 000 000   | 1,0                       | 34 884              | ,                                        |
| 5    | 85 000 000         | 202 059 097                               | Bruce Springsteen and the E Street Band | Born in the U.S.A. Tour          | 1984–85  | 156      |             | 0,55                      |                     | [ 33 ]                                   |
| 6    | 75 000 000         | 184 569 186                               | The Jacksons                            | Victory Tour                     | 1984     | 55       | 2 750 000   | 1,36                      | 50 000              | [ 34 ]                                   |
| 7    | 60 000 000         | 129 707 372                               | Tina Turner                             | Break Every Rule World Tour      | 1987-88  | 218      |             |                           |                     | wikipedia page link                      |
| 8    | 56 278 095         | 126 650 441                               | U2                                      | The Joshua Tree Tour             | 1987     | 109      | 3 176 952   | 0,5                       | 29 146              | [ 35 ]                                   |
| 9    | 26 795 382         | 60 301 383                                | Madonna                                 | Who's That Girl Tour             | 1987     | 38       | 1 367 663   | 0,84                      | 42 718              | wikipedia page link (data from 32 shows) |

### Années 1990
| Rang | Recette en dollars | Inflation (Recette actualisée en dollars) | Artiste               | Tournée                            | Année(s) | Concerts | Spectateurs | Moyenne recette (millions) | Moyenne spectateurs | Ref.   |
| ---- | ------------------ | ----------------------------------------- | --------------------- | ---------------------------------- | -------- | -------- | ----------- | -------------------------- | ------------------- | ------ |
| 1    | 320 000 000        | 536 920 725                               | The Rolling Stones    | Voodoo Lounge Tour                 | 1994–95  | 124      | 6 336 776   | 2,6                        | 51 103              | [ 36 ] |
| 2    | 274 000 000        | 429 796 243                               | The Rolling Stones    | Bridges to Babylon Tour            | 1997–98  | 108      |             |                            |                     | [ 24 ] |
| 3    | 250 000 000        | 431 241 581                               | Pink Floyd            | The Division Bell Tour             | 1994     | 120      | 6 000 000   | 2,3                        | 45 000              | [ 37 ] |
| 4    | 171 677 027        | 273 423 424                               | U2                    | PopMart Tour                       | 1997–98  | 93       | 3 936 841   | 1,8                        | 42 332              | [ 35 ] |
| 5    | 165 000 000        | 262 789 179                               | Michael Jackson       | HIStory World Tour                 | 1996–97  | 83       | 9 000 000   | 4,10                       | 109 756             | [ 38 ] |
| 6    | 151 000 000        | 267 250 173                               | U2                    | Zoo TV Tour                        | 1992–93  | 157      | 5 350 554   | 0,96                       | 34 080              | ,      |
| 7    | 142 700 000        | 239 433 086                               | Eagles                | Hell Freezes Over Tour             | 1994–95  |          |             |                            |                     | ,      |
| 8    | 133 000 000        | 180 000 000                               | Céline Dion           | Let's Talk About Love World Tour   | 1998–99  | 97       | 2 300 000   | 1,37                       | 23 711              | [ 43 ] |
| 9    | 105 000 000        | 164 702 940                               | Garth Brooks          | The Garth Brooks World Tour        | 1996–98  | 220      | 5 500 000   | 0,49                       | 25 346              | ,      |
| 10   | 80 000 000         | 110 000 000                               | Céline Dion           | Falling into You: Around the World | 1996–97  | 148      | 2 200 000   | 0,54                       | 14 865              | [ 46 ] |
| 11   | 74 000 000         | 144 814 570                               | New Kids on the Block | The Magic Summer Tour              | 1990     |          | 3 291 987   |                            |                     | [ 30 ] |
| 12   | 70 000 000         | 123 890 809                               | Madonna               | The Girlie Show                    | 1993     | 39       |             | 1,79                       |                     | [ 47 ] |
| 13   | 65 000 000         | 127 201 987                               | Janet Jackson         | Rhythm Nation World Tour 1990      | 1990     | 117      | 2 000 000   |                            |                     | ,      |
| 14   | 62 700 000         | 122 700 993                               | Madonna               | Blond Ambition World Tour          | 1990     | 57       |             | 1,1                        |                     | [ 50 ] |

### Années 2000
| Rang | Recette en dollars | Inflation (Recette actualisée en dollars) | Artiste                                 | Tournée                            | Année(s) | Concerts | Spectateurs | Moyenne recette (en millions de dollars) | Moyenne spectateurs | Ref.   |
| ---- | ------------------ | ----------------------------------------- | --------------------------------------- | ---------------------------------- | -------- | -------- | ----------- | ---------------------------------------- | ------------------- | ------ |
| 1    | 558 255 524        | 688 344 919                               | The Rolling Stones                      | A Bigger Bang Tour                 | 2005–07  | 144      | 4 680 000   | 3,8                                      | 32 500              | [ 2 ]  |
| 2    | 408 000 000        | 486 220 568                               | Madonna                                 | Sticky and Sweet Tour              | 2008–09  | 85       | 3 545 899   | 4,79                                     | 41 716              | [ 13 ] |
| 3    | 389 047 636        | 493 405 907                               | U2                                      | Vertigo Tour                       | 2005–06  | 131      | 4 619 021   | 2,96                                     | 35 259              | [ 51 ] |
| 4    | 362 000 000        | 429 868 006                               | The Police                              | The Police Reunion Tour            | 2007–08  | 156      | 3 300 912   | 2,3                                      | 21 160              | [ 21 ] |
| 5    | 311 000 000        | 432 238 242                               | The Rolling Stones                      | Licks Tour                         | 2002–03  | 115      | 3 470 945   | 2,6                                      | 30 182              | [ 24 ] |
| 6    | 279 200 000        | 331 544 606                               | Céline Dion                             | Taking Chances World Tour          | 2008–09  | 132      | 2 600 000   | 2,1                                      | 19 697              | ,      |
| 7    | 250 000 000        | 327 270 404                               | Cher                                    | Living Proof: The Farewell Tour    | 2002–05  | 326      | 3 500 000   | 0,6                                      | 10 800              | [ 53 ] |
| 8    | 235 000 000        | 279 057 960                               | Bruce Springsteen and the E Street Band | Magic Tour                         | 2007–08  | 100      | 2 198 353   | 2,4                                      | 21 983              | [ 54 ] |
| 9    | 221 500 000        | 307 848 137                               | Bruce Springsteen and the E Street Band | The Rising Tour                    | 2002–03  | 120      | 3 232 384   | 1,8                                      | 31 081              | [ 55 ] |
| 10   | 210 650 974        | 250 143 962                               | Bon Jovi                                | Lost Highway Tour                  | 2007–08  | 99       | 2 157 675   | 2,1                                      | 21 794              | [ 54 ] |
| 11   | 194 754 447        | 246 995 447                               | Madonna                                 | Confessions Tour                   | 2006     | 60       | 1 210 294   | 3,2                                      | 20 171              | [ 56 ] |
| 12   | 167 000 000        | 199 016 752                               | Bruce Springsteen and the E Street Band | Working on a Dream Tour            | 2009     | 80       | 1 831 770   | 2,1                                      | 22 897              | [ 10 ] |
| 13   | 142 844 463        | 206 253 338                               | U2                                      | Elevation Tour                     | 2001     | 112      | 2 162 282   | 1,3                                      | 19 306              | [ 57 ] |
| 14   | 141 000 000        | 173 857 005                               | Tim McGraw and Faith Hill               | Soul2Soul II Tour                  | 2006–07  | 117      | 1 673 667   | 1,2                                      | 14 304              | [ 58 ] |
| 15   | 132 500 000        | 157 902 513                               | Tina Turner                             | Tina!: 50th Anniversary Tour       | 2008–09  | 90       | 1 176 199   | 1,47                                     | 13 068              | ,      |
| 16   | 131 800 000        | 157 068 311                               | Britney Spears                          | The Circus Starring Britney Spears | 2009     | 97       | 1 500 000   | 1,4                                      | 15 488              | [ 10 ] |
| 17   | 131 388 461        | 166 632 147                               | Bon Jovi                                | Have a Nice Day Tour               | 2005–06  | 89       | 1 823 834   | 1,7                                      | 23 382              | [ 59 ] |
| 18   | 129 059 653        | 159 134 218                               | Genesis                                 | Turn It On Again: The Tour         | 2007     | 46       | 1 262 393   | 2,8                                      | 27 443              | ,      |
| 19   | 126 800 000        | 156 348 002                               | Justin Timberlake                       | FutureSex/LoveShow                 | 2007     | 119      | 1 600 000   | 1                                        | 13 445              | [ 62 ] |
| 20   | 126 165 542        | 179 339 474                               | Paul McCartney                          | Driving World Tour                 | 2002     | 58       | 988 077     | 2,2                                      | 17 036              | ,      |

### Années 2010
| Rang | Recette en dollars | Inflation (Recette actualisée en dollars) | Artiste                                 | Tournée                                          | Année(s) | Concerts | Spectateurs | Moyenne recette (millions de dollars) | Moyenne spectateurs | Ref.              |
| ---- | ------------------ | ----------------------------------------- | --------------------------------------- | ------------------------------------------------ | -------- | -------- | ----------- | ------------------------------------- | ------------------- | ----------------- |
| 1    | 736 421 584        | 836 971 454                               | U2                                      | U2 360° Tour                                     | 2009–11  | 110      | 7 272 046   | 6,7                                   | 66 110              | [ 2 ]             |
| 2    | 563 300 000        | 573 526 888                               | Guns N' Roses                           | Not in This Lifetime... Tour                     | 2016–19  | 159      | 4 377 126   | 3,85                                  | 35 017              | [réf. nécessaire] |
| 3    | 523 033 675        | 558 353 165                               | Coldplay                                | A Head Full of Dreams Tour                       | 2016–17  | 114      | 5 389 586   | 4,59                                  | 45 128              | [ 7 ]             |
| 4    | 458 673 798        | 503 427 256                               | Roger Waters                            | The Wall                                         | 2010–13  | 219      | 49 863      | 2,09                                  | 18 858              | [ 8 ]             |
| 5    | 441 121 000        | 517 187 951                               | AC/DC                                   | Black Ice World Tour                             | 2008–10  | 167      | 4 846 965   | 2,6                                   | 29 023              | ,                 |
| 6    | 400 000 000        | 407 262 126                               | Bruno Mars                              | The 24K Magic World Tour                         | 2017–18  | 214      | 3 394 000   | 3                                     | 18 725              | [ 19 ]            |
| 7    | 355 600 000        | 390 296 400                               | Bruce Springsteen and the E Street Band | Wrecking Ball World Tour                         | 2012–13  | 127      | 3 650 535   | 2,8                                   | 28 744              | ,                 |
| 8    | 316 000 000        | 329 599 240                               | U2                                      | The Joshua Tree Tour 2017                        | 2017     | 51       | 2 713 136   | 6,19                                  | 53 198              | [ 16 ]            |
| 9    | 310 900 000        | 324 279 758                               | Garth Brooks and Trisha Yearwood        | The Garth Brooks World Tour with Trisha Yearwood | 2014–17  | 333      | 4 743 727   | 0,96                                  | 14 669              | ,                 |
| 10   | 306 500 000        | 319 690 402                               | Bruce Springsteen and the E Street Band | The River Tour 2016                              | 2016–17  | 89       | 2 667 775   | 4,0                                   | 29 020              | ,                 |
| 11   | 305 158 363        | 339 836 455                               | Madonna                                 | The MDNA Tour                                    | 2012     | 88       | 2 212 345   | 3,47                                  | 25 140              | [ 24 ]            |
| 12   | 290 178 452        | 313 387 833                               | One Direction                           | Where We Are Tour                                | 2014     | 69       | 3 449 560   | 4,2                                   | 49 848              | [ 65 ]            |
| 13   | 275 700 000        | 297 375 137                               | Paul McCartney                          | Out There! Tour                                  | 2013–15  | 84       | 1 958 754   | 3,28                                  | 23 319              | ,                 |
| 14   | 259 500 000        | 284 819 786                               | Bon Jovi                                | Because We Can                                   | 2013     | 102      | 2 657 502   | 2,67                                  | 27 397              | [ 23 ]            |
| 15   | 256 500 000        | 267 538 623                               | Justin Bieber                           | Purpose World Tour                               | 2016–17  | 149      | 2 757 368   | 1,8                                   | 20 484              | [réf. nécessaire] |
| 16   | 256 084 556        | 273 377 469                               | Beyoncé                                 | The Formation World Tour                         | 2016     | 49       | 2 242 099   | 5,2                                   | 45 757              | [ 66 ]            |
| 17   | 251 112 882        | 294 414 813                               | Eagles                                  | Long Road Out of Eden Tour                       | 2008–11  | 155      | 2 001 773   | 1,6                                   | 12 915              | ,                 |
| 18   | 250 733 097        | 270 445 372                               | Taylor Swift                            | The 1989 World Tour                              | 2015     | 85       | 2 278 647   | 3,2                                   | 33 477              | [ 68 ]            |
| 19   | 243 100 000        | 253 561 947                               | Billy Joel                              | Billy Joel in Concert                            | 2014–17  | 105      | 2 065 755   | 2,2                                   | 22 205              | [ 19 ]            |
| 20   | 231 700 000        | 250 232 092                               | Justin Timberlake                       | The 20/20 Experience World Tour                  | 2013–15  | 134      | 1 986 386   | 1,81                                  | 15 765              | ,                 |